# Дунлинь (Шанхай)
Храм Дунлинь (кит. упр. 东林寺, пиньинь Dōnglínsì) — буддистский храм, расположенный в городе Шанхай и посвященный Гуаньинь — богине, помогающей людям во всевозможных бедствиях.
Храм был построен во времена династии Юань в 1308 году, но неоднократно разрушался из-за войн, пожаров, запущености и возводился на прежнем месте. Единственное сохранившееся историческое здание храмового комплекса было внесено в список охраняемых на городском уровне исторических мест в 1987 году. Храм был полностью перестроен в течение 2004—2007 годов.
На 2010 год храмовой комплекс занимал территорию в 20 гектар. Главной достопримечательностью храмового двора является 5,4-метровая статуя Судханы, украшенная эмалью клуазоне. Статую окружают восемь медных рыб с открытыми ртами, в которые посетители могут кидать монетки.
В глубине двора стоит главное здание храма — павильон Гуаньинь. Внешний вид павильона имитирует большую красную скалу. Входные ворота здания достигают 20 метров в высоту и 10 метров в ширину. Бронзовые двери украшены 999-ю рельефными изображениями Будды. Зал размером 31 метр в ширину, 42 метра в длину и 31 метр в высоту вмещает в себе статую тысячерукой Гуаньинь. Её высота 27 метров, а её руки достигают в длину 5 метров.
Храм расположен на юго-западе Шанхая, на углу улиц Жэньминь и Дунлинь.
Дунлиньсы является популярным местом для встречи Нового года у жителей района Цзиньшань. Из-за обилия желающих посещение храма в новогоднюю ночь осуществляется только по билетам. В 2012 году стоимость билета составляла 30 юаней на человека. Билеты, дающие обладателю право ритуального удара в колокол, стоили дороже, самыми дорогими были первый и последний (108-й) удар — 29 999 юаней (US $4722).